# ناتلا

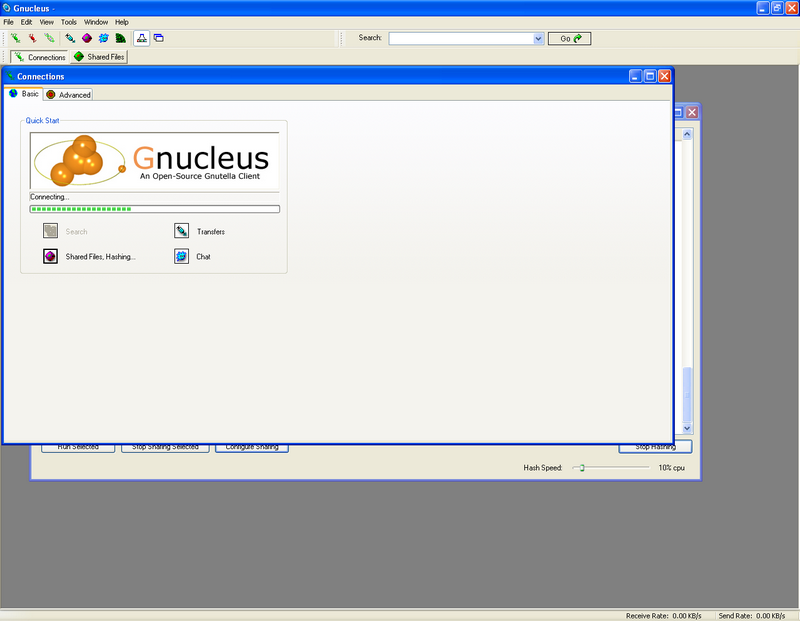
صفحه اصلی ناتلا

ناتلا (به انگلیسی: Gnutella) شبکه‌ای برای به اشتراک‌گذاری فایل است .در دسامبر سال ۲۰۰۵ ناتلا سومین شبکه پر کاربر اشتراک‌گذاری فایل در اینترنت بود. در ژوئن ۲۰۰۵ ناتلا دارای  حدود ۱.۸۱ میلیون رایانه بود.